# Pacifique-Henri Delaporte
Pour les articles homonymes, voir Delaporte.
Pacifique-Henri Delaporte, né le 27 septembre 1815 à Tripoli, mort le 12 octobre 1877 à Paris 9e est un diplomate français.
Fils de l'orientaliste et diplomate Jacques-Denis Delaporte, il est attaché au consul de Tunis en 1840, puis promu consul au Caire (1848-1856) et à Bagdad (1861-1864). Passionné d'antiquités, il s'était constitué une riches collections (botaniques, zoologiques, archéologiques, etc.) qu'il offrit au musée du Louvre.
Il épouse, en 1848,  Cornélie Virginie Gobert (1823-1853). Leur fille, Thérèse Ange Noémie, se marie en 1972 avec Paul Blanchemain. 

## Publication
- Vie de Mahomet d'après le Coran et les historiens arabes, Ernest Leroux, 1874, 564 p. (lire en ligne)

## Distinctions
- Chevalier de la Légion d'honneur[1]1845
- Officier de la Légion d'honneur[1]1866.